# Aksamitka wzniesiona

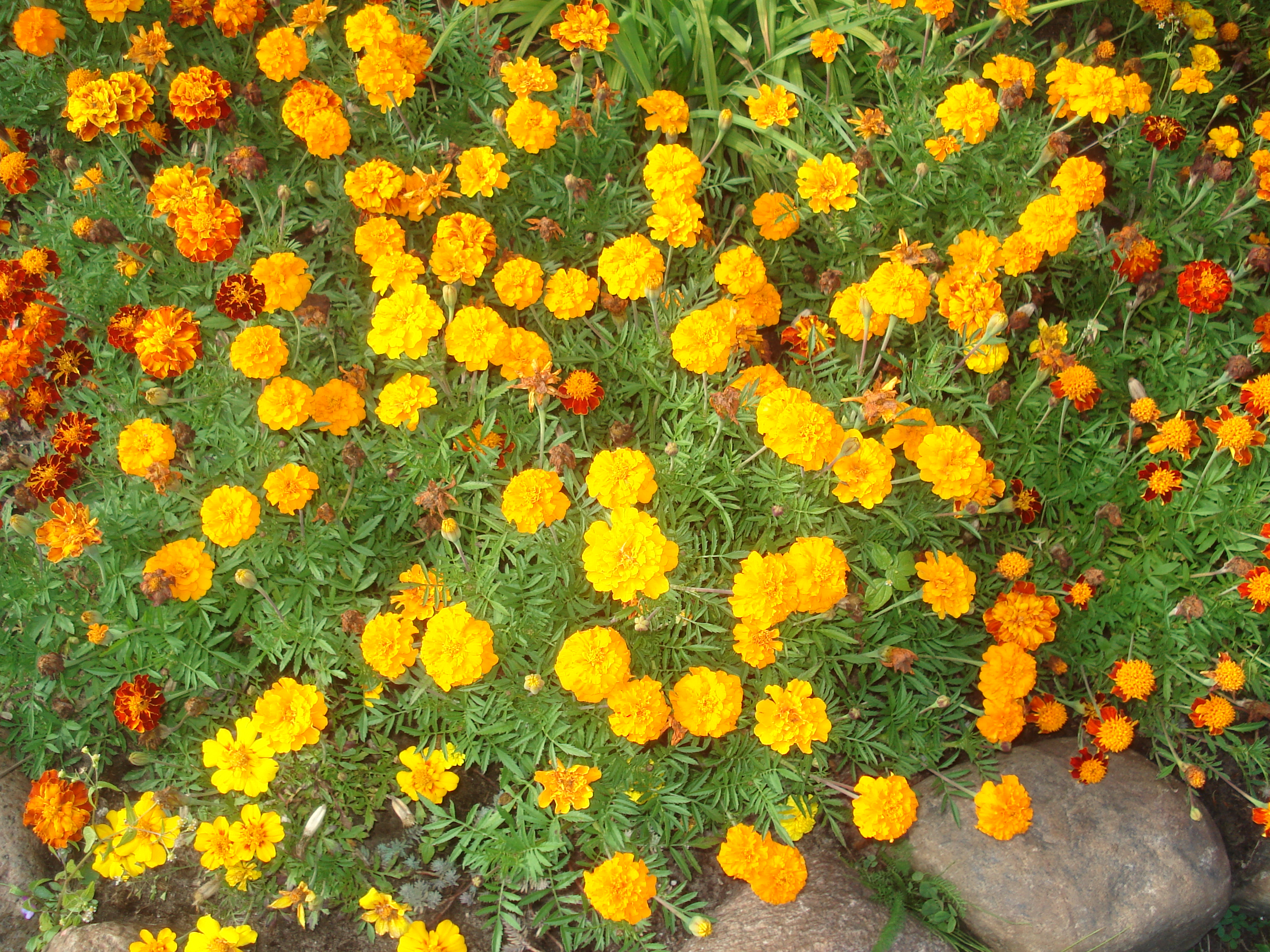
Aksamitka wzniesiona w odmianach ozdobnych

Aksamitka wzniesiona (Tagetes erecta L.) – gatunek rośliny z rodziny astrowatych. Inne jej nazwy: aksamitek wzniesiony, szarańcza wzniesiona, szarańcza wielkokwiatowa, tagetes wzniesiony. Pochodzi z Ameryki Środkowej i północnych obszarów Ameryki Południowej. W wielu krajach świata jest uprawiana jako ozdobna roślina ogrodowa. Jej kwiaty są jadalne i dodawane jako ozdoba i dodatek aromatyzujący do sałatek.

## Morfologia
PokrójRoślina roczna o wysokości 45–75 cm i wzniesionych, rozgałęzionych pędach.
LiściePierzastodzielne, o ząbkowanych brzegach.
KwiatyŻółte lub pomarańczowe zebrane w duży, pojedynczo osadzony na szypułkach koszyczek kwiatowy. U typowej formy ma on średnicę do 7 cm, u odmian ozdobnych do 10 cm. Kwitnie od lata do pierwszych jesiennych przymrozków.
OwoceNiełupki z łuseczkami na szczycie.

## Uprawa
Wymaga stanowisk w pełnym słońcu i żyznej oraz przepuszczalnej gleby. Rozmnaża się z nasion wysiewanych do rozsadników wczesną wiosną. Chcąc, by zakwitła wcześniej, lepiej jest kupić gotowe sadzonki wyhodowane przez specjalistów pod osłonami. Rośliny mogą być atakowane przez ślimaki, a przy długotrwałych deszczach przez szarą pleśń (zapobiega się jej chemicznie, przez opryskiwanie preparatami grzybobójczymi).

## Związki czynne
Roślina podobnie jak wiele innych aksamitek zawiera α-Tertienyl jako jeden z podstawowych składników biologicznie czynnych, wydziela go także do gleby. Nadto w płatkach występują karotenoidy (w zmydlonym wyciągu 93% przyswajalnych barwników, z czego 88% stanowiły izomery trans i cis luteiny oraz jej estry, a 5% izomery trans i cis zeaksantyny; a produktów utleniania luteiny było mniej niż 0,3%, co czyni ten gatunek najbogatszym źródłem luteiny), flawonoidy (kwercetagetyna, kemferol; i ich glikozydy), w kwiatach i liściach występuje też olejek lotny o zmiennym składzie.

## Znaczenie w hinduizmie
- Aksamitka (sayapatri) jest uważana za kwiat święty. Nepalscy wyznawcy hinduizmu wierzą, że kwiaty aksamitki o barwie pomarańczowej zamieszkuje bogini Taledźu[8].
- Kwiaty te służą do wyrobu girland stosowanych podczas festiwali religijnych w Nepalu[9].